# دیجیتال نوت
دیجیتال نوت (به انگلیسی: DigitalNote) (یا سابقاً با نام DNote) نوعی ارز رمز می باشد، که بر پایه پروتکل CryptoNote گسترش یافته‌ و در می ۲۰۱۴ معرفی شد.

## حریم شخصی
در دیجیتال نوت حریم شخصی کاربران به وسیله RingCT حفظ می‌شود و تراکنش‌ها فقط به وسیله فرستنده و گیرنده قابل مشاهد هستند. همچنین امکان ارسال پیام‌های رمز نگاری شده غیرقابل ردیابی تقریباً بدون کارمزد وجود دارد.

نمونه ای از تراکنش ها در شبکه دیجیتال نوت.

## الگوریتم
دیجیتال نوت از الگوریتم در هم سازی CryptoNight استفاده می‌کند که به صورت تئوری امنیت بیشتری نسبت به SHA-256 دارد و در مقابل حملات دستگاه ASIC مقاوم است.برای محاسبه تابع در هم سازی CryptoNight به حافظه کش زیادی نیاز است به همین خاطر سرعت محاسبه این الگوریتم در مقایسه با تابع‌های مشابه بسیار پایین است.

## اثبات کار و اثبات سهام
بر خلاف ارزهای مشابه که از اثبات کار یا اثبات سهام استفاده می‌کنند دیجیتال نوت از هر دو شیوه به صورت ترکیبی استفاده می‌کنند، که به صورت تئوری امنیت بیشتری دارد. کاربران می‌توانند بدون تجهیزات خاص که برای اثبات کار استفاده می‌شوند تنها با سکه‌های خود از اثبات سهام استفاده کرده و از شبکه پاداش دریافت کنند.

## جستار های وابسته
- مونرو